# Lijst van olympische medaillewinnaars schoonspringen
Schoonspringen is een van de sporten die op de Olympische Spelen worden beoefend. Deze pagina geeft de lijst van olympische medaillewinnaars in deze sport.

## Mannen

### 3 meter plank
| Editie | Goud | Goud               | Zilver | Zilver             | Brons   | Brons                       |
| ------ | ---- | ------------------ | ------ | ------------------ | ------- | --------------------------- |
| 1908   | GER  | Albert Zürner      | GER    | Kurt Behrens       | GER USA | Gottlob Walz George Gaidzik |
| 1912   | GER  | Paul Günther       | GER    | Hans Luber         | GER     | Kurt Behrens                |
| 1920   | USA  | Louis Kuehn        | USA    | Clarence Pinkston  | USA     | Louis Balbach               |
| 1924   | USA  | Albert White       | USA    | Peter Desjardins   | USA     | Clarence Pinkston           |
| 1928   | USA  | Peter Desjardins   | USA    | Michael Galitzen   | EGY     | Farid Simaika               |
| 1932   | USA  | Michael Galitzen   | USA    | Harold Smith       | USA     | Richard Degener             |
| 1936   | USA  | Richard Degener    | USA    | Marshall Wayne     | USA     | Alan Greene                 |
| 1948   | USA  | Bruce Harlan       | USA    | Miller Anderson    | USA     | Samuel Lee                  |
| 1952   | USA  | David Browning     | USA    | Miller Anderson    | USA     | Robert Clotworthy           |
| 1956   | USA  | Robert Clotworthy  | USA    | Donald Harper      | MEX     | Joaquin Capilla             |
| 1960   | USA  | Gary Tobian        | USA    | Samuel Hall        | MEX     | Juan Botella                |
| 1964   | USA  | Kenneth Sitzberger | USA    | Francis Gorman     | USA     | Larry Andreasen             |
| 1968   | USA  | Bernard Wrightson  | ITA    | Klaus Dibiasi      | USA     | James Henry                 |
| 1972   | URS  | Vladimir Vasin     | ITA    | Giorgio Cagnotto   | USA     | Craig Lincoln               |
| 1976   | USA  | Phil Boggs         | ITA    | Giorgio Cagnotto   | URS     | Aleksandr Kosenkov          |
| 1980   | URS  | Aleksandr Portnov  | MEX    | Carlos Giron       | ITA     | Giorgio Cagnotto            |
| 1984   | USA  | Greg Louganis      | CHN    | Tan Liangde        | USA     | Ronald Merriott             |
| 1988   | USA  | Greg Louganis      | CHN    | Tan Liangde        | CHN     | Li Deliang                  |
| 1992   | USA  | Mark Lenzi         | CHN    | Tan Liangde        | EUN     | Dmitri Saoetin              |
| 1996   | CHN  | Xiong Ni           | CHN    | Yu Zhuocheng       | USA     | Mark Lenzi                  |
| 2000   | CHN  | Xiong Ni           | MEX    | Fernando Platas    | RUS     | Dmitri Saoetin              |
| 2004   | CHN  | Peng Bo            | CAN    | Alexandre Despatie | RUS     | Dmitri Saoetin              |
| 2008   | CHN  | He Chong           | CAN    | Alexandre Despatie | CHN     | Qin Kai                     |
| 2012   | RUS  | Ilia Zacharov      | CHN    | Qin Kai            | CHN     | He Chong                    |
| 2016   | CHN  | Cao Yuan           | GBR    | Jack Laugher       | GER     | Patrick Hausding            |
| 2020   | CHN  | Xie Siyi           | CHN    | Wang Zongyuan      | GBR     | Jack Laugher                |
| 2024   | CHN  | Xie Siyi           | CHN    | Wang Zongyuan      | MEX     | Osmar Olvera                |

| Land | Goud | Zilver | Brons |
| ---- | ---- | ------ | ----- |
| USA  | 15   | 10     | 12    |
| CHN  | 07   | 07     | 03    |
| GER  | 02   | 02     | 03    |
| URS  | 02   | 0      | 01    |
| RUS  | 01   | 0      | 02    |
| ITA  | 0    | 03     | 01    |
| MEX  | 0    | 02     | 03    |
| CAN  | 0    | 02     | 0     |
| GBR  | 0    | 01     | 01    |
| EGY  | 0    | 0      | 01    |
| EUN  | 0    | 0      | 01    |

Meervoudige medaillewinnaars
| Succesvolste | Meervoudige |
| --- | --- |
| 2-0-0 Greg Louganis 2-0-0 Xie Siyi 2-0-0 Xiong Ni 1-1-0 Peter Desjardins 1-1-0 Michael Galitzen 1-0-1 Robert Clotworthy 1-0-1 Richard Degener 1-0-1 He Chong 1-0-1 Mark Lenzi | 0-3-0 Tan Liangde 0-2-1 Giorgio Cagnotto 0-2-0 Miller Anderson 0-2-0 Alexandre Despatie 0-2-0 Wang Zongyuan 0-1-1 Kurt Behrens 0-1-1 Jack Laugher 0-1-1 Clarence Pinkston 0-1-1 Qin Kai 0-0-3 / Dmitri Saoetin |

### 10 meter toren
| Editie | Goud | Goud              | Zilver | Zilver           | Brons   | Brons                             |
| ------ | ---- | ----------------- | ------ | ---------------- | ------- | --------------------------------- |
| 1904   | USA  | George Sheldon    | GER    | Georg Hoffmann   | GER USA | Alfred Braunschweiger Frank Kehoe |
| 1908   | SWE  | Hjalmar Johansson | SWE    | Karl Malmström   | SWE     | Arvid Spångberg                   |
| 1912   | SWE  | Erik Adlerz       | GER    | Albert Zürner    | SWE     | Gustaf Blomgren                   |
| 1920   | USA  | Clarence Pinkston | SWE    | Erik Adlerz      | USA     | Harry Prieste                     |
| 1924   | USA  | Albert White      | USA    | David Fall       | USA     | Clarence Pinkston                 |
| 1928   | USA  | Peter Desjardins  | EGY    | Farid Simaika    | USA     | Michael Galitzen                  |
| 1932   | USA  | Harold Smith      | USA    | Michael Galitzen | USA     | Frank Kurtz                       |
| 1936   | USA  | Marshall Wayne    | USA    | Elbert Root      | GER     | Hermann Stork                     |
| 1948   | USA  | Samuel Lee        | USA    | Bruce Harlan     | MEX     | Joaquin Capilla                   |
| 1952   | USA  | Samuel Lee        | MEX    | Joaquin Capilla  | GER     | Günther Haase                     |
| 1956   | MEX  | Joaquin Capilla   | USA    | Gary Tobian      | USA     | Richard Connor                    |
| 1960   | USA  | Robert Webster    | USA    | Gary Tobian      | GBR     | Brian Phelps                      |
| 1964   | USA  | Robert Webster    | ITA    | Klaus Dibiasi    | USA     | Thomas Gompf                      |
| 1968   | ITA  | Klaus Dibiasi     | MEX    | Alvaro Gaxiola   | USA     | Edwin Young                       |
| 1972   | ITA  | Klaus Dibiasi     | USA    | Richard Rydze    | ITA     | Giorgio Cagnotto                  |
| 1976   | ITA  | Klaus Dibiasi     | USA    | Greg Louganis    | URS     | Vladimir Alejnik                  |
| 1980   | GDR  | Falk Hoffmann     | URS    | Vladimir Alejnik | URS     | David Ambartsoemjan               |
| 1984   | USA  | Greg Louganis     | USA    | Bruce Kimball    | CHN     | Li Kongzheng                      |
| 1988   | USA  | Greg Louganis     | CHN    | Xiong Ni         | MEX     | Jesús Mena                        |
| 1992   | CHN  | Sun Shuwei        | USA    | Scott Donie      | CHN     | Xiong Ni                          |
| 1996   | RUS  | Dmitri Saoetin    | GER    | Jan Hempel       | CHN     | Xiao Hailiang                     |
| 2000   | CHN  | Tian Liang        | CHN    | Hu Jia           | RUS     | Dmitri Saoetin                    |
| 2004   | CHN  | Hu Jia            | AUS    | Mathew Helm      | CHN     | Tian Liang                        |
| 2008   | AUS  | Matthew Mitcham   | CHN    | Zhuo Luxin       | RUS     | Gleb Galperin                     |
| 2012   | USA  | David Boudia      | CHN    | Qiu Bo           | GBR     | Tom Daley                         |
| 2016   | CHN  | Chen Aisen        | MEX    | Germán Sánchez   | USA     | David Boudia                      |
| 2020   | CHN  | Cao Yuan          | CHN    | Yang Jian        | GBR     | Tom Daley                         |
| 2024   | CHN  | Cao Yuan          | JPN    | Rikuto Tamai     | GBR     | Noah Williams                     |

| Land | Goud | Zilver | Brons |
| ---- | ---- | ------ | ----- |
| USA  | 13   | 10     | 09    |
| CHN  | 06   | 05     | 04    |
| ITA  | 03   | 01     | 01    |
| SWE  | 02   | 02     | 02    |
| MEX  | 01   | 03     | 02    |
| AUS  | 01   | 01     | 0     |
| RUS  | 01   | 0      | 02    |
| GDR  | 01   | 0      | 0     |
| GER  | 0    | 03     | 03    |
| URS  | 0    | 01     | 02    |
| EGY  | 0    | 01     | 0     |
| JPN  | 0    | 01     | 0     |
| GBR  | 0    | 0      | 04    |

Meervoudige medaillewinnaars
| Succesvolste | Meervoudige                                                                                    |
| --- | ---------------------------------------------------------------------------------------------- |
| 3-1-0 Klaus Dibiasi 2-1-0 Greg Louganis 2-0-0 Cao Yuan 2-0-0 Samuel Lee 2-0-0 Robert Webster 1-1-1 Joaquin Capilla 1-1-0 Erik Adlerz 1-1-0 Hu Jia 1-0-1 David Boudia 1-0-1 Clarence Pinkston 1-0-1 Dmitri Saoetin 1-0-1 Tian Liang | 0-2-0 Gary Tobian 0-1-1 Vladimir Alejnik 0-1-1 Michael Galitzen 0-1-1 Xiong Ni 0-0-2 Tom Daley |

### 3 meter plank synchroon
| Editie | Goud | Goud                            | Zilver | Zilver                             | Brons | Brons                         |
| ------ | ---- | ------------------------------- | ------ | ---------------------------------- | ----- | ----------------------------- |
| 2000   | CHN  | Xiao Hailiang Xiong Ni          | RUS    | Aleksandr Dobroskok Dmitri Saoetin | AUS   | Robert Newbery Dean Pullar    |
| 2004   | GRE  | Thomas Bimis Nikolaos Siranidis | GER    | Tobias Schellenberg Andreas Wels   | AUS   | Steven Barnett Robert Newbery |
| 2008   | CHN  | Qin Kai Wang Feng               | RUS    | Yuriy Kunakov Dmitri Saoetin       | UKR   | Ilja Kvasja Aleksej Pryhorov  |
| 2012   | CHN  | Luo Yutong Qin Kai              | RUS    | Jevgeni Koeznetsov Ilja Zacharov   | USA   | Troy Dumais Kristian Ipsen    |
| 2016   | GBR  | Jack Laugher Chris Mears        | USA    | Sam Dorman Michael Hixon           | CHN   | Cao Yuan Qin Kai              |
| 2020   | CHN  | Wang Zongyuan Xie Siyi          | USA    | Andew Capobianco Michael Hixon     | GER   | Patrick Hausding Lars Rüdiger |
| 2024   | CHN  | Wang Zongyuan Long Daoyi        | MEX    | Juan Celaya Osmar Olvera           | GBR   | Anthony Harding Jack Laugher  |

| Land | Goud | Zilver | Brons |
| ---- | ---- | ------ | ----- |
| CHN  | 05   | 0      | 01    |
| GBR  | 01   | 0      | 01    |
| GRE  | 01   | 0      | 0     |
| RUS  | 0    | 03     | 0     |
| USA  | 0    | 02     | 01    |
| GER  | 0    | 01     | 01    |
| MEX  | 0    | 01     | 0     |
| AUS  | 0    | 0      | 02    |
| UKR  | 0    | 0      | 01    |

Meervoudige medaillewinnaars
| Succesvolste                                         | Meervoudige                                                   |
| ---------------------------------------------------- | ------------------------------------------------------------- |
| 2-0-1 Qin Kai 2-0-0 Wang Zongyuan 1-0-1 Jack Laugher | 0-2-0 Michael Hixon 0-2-0 Dmitri Saoetin 0-0-2 Robert Newbery |

### 10 meter toren synchroon
| Editie | Goud | Goud                          | Zilver | Zilver                        | Brons | Brons                             |
| ------ | ---- | ----------------------------- | ------ | ----------------------------- | ----- | --------------------------------- |
| 2000   | RUS  | Igor Loekasjin Dmitri Saoetin | CHN    | Hu Jia Tian Liang             | GER   | Jan Hempel Heiko Meyer            |
| 2004   | CHN  | Tian Liang Yang Jinghui       | GBR    | Leon Taylor Peter Waterfield  | AUS   | Mathew Helm Robert Newbery        |
| 2008   | CHN  | Huo Liang Lin Yue             | GER    | Patrick Hausding Sascha Klein | RUS   | Dmitriy Dobroskok Gleb Galperin   |
| 2012   | CHN  | Cao Yuan Zhang Yanquan        | MEX    | Iván García Germán Sánchez    | USA   | David Boudia Nicholas McCrory     |
| 2016   | CHN  | Chen Aisen Lin Yue            | USA    | David Boudia Steele Johnson   | GBR   | Tom Daley Daniel Goodfellow       |
| 2020   | GBR  | Tom Daley Matty Lee           | CHN    | Cao Yuan Chen Aisen           | ROC   | Aleksandr Bondar Viktor Minibaev  |
| 2024   | CHN  | Yang Hao Lian Junjie          | GBR    | Tom Daley Noah Williams       | CAN   | Rylan Wiens Nathan Zsombar-Murray |

| Land | Goud | Zilver | Brons |
| ---- | ---- | ------ | ----- |
| CHN  | 05   | 02     | 0     |
| GBR  | 01   | 02     | 01    |
| RUS  | 01   | 0      | 01    |
| GER  | 0    | 01     | 01    |
| USA  | 0    | 01     | 01    |
| MEX  | 0    | 01     | 0     |
| AUS  | 0    | 0      | 01    |
| CAN  | 0    | 0      | 01    |
| ROC  | 0    | 0      | 01    |

Meervoudige medaillewinnaars
| Succesvolste                                                                   | Meervoudige        |
| ------------------------------------------------------------------------------ | ------------------ |
| 2-0-0 Lin Yue 1-1-1 Tom Daley 1-1-0 Cao Yuan 1-1-0 Chen Aisen 1-1-0 Tian Liang | 0-1-1 David Boudia |

## Vrouwen

### 3 meter plank
| Editie | Goud | Goud                | Zilver | Zilver           | Brons | Brons                |
| ------ | ---- | ------------------- | ------ | ---------------- | ----- | -------------------- |
| 1920   | USA  | Aileen Riggin       | USA    | Helen Wainwright | USA   | Thelma Payne         |
| 1924   | USA  | Elizabeth Becker    | USA    | Aileen Riggin    | USA   | Caroline Fletcher    |
| 1928   | USA  | Helen Meany         | USA    | Dorothy Poynton  | USA   | Georgia Coleman      |
| 1932   | USA  | Georgia Coleman     | USA    | Katherine Rawls  | USA   | Jane Fauntz          |
| 1936   | USA  | Marjorie Gestring   | USA    | Katherine Rawls  | USA   | Dorothy Poynton-Hill |
| 1948   | USA  | Victoria Draves     | USA    | Zoe Ann Olsen    | USA   | Patricia Elsener     |
| 1952   | USA  | Patricia McCormick  | FRA    | Madeleine Moreau | USA   | Zoe Ann Olsen-Jensen |
| 1956   | USA  | Patricia McCormick  | USA    | Jeanne Stunyo    | CAN   | Irene MacDonald      |
| 1960   | EUA  | Ingrid Krämer       | USA    | Paula Pope       | GBR   | Elizabeth Ferris     |
| 1964   | EUA  | Ingrid Engel-Krämer | USA    | Jeanne Collier   | USA   | Mary Willard         |
| 1968   | USA  | Sue Gossick         | URS    | Tamara Pogosjeva | USA   | Keala O'Sullivan     |
| 1972   | USA  | Micki King          | SWE    | Ulrika Knape     | GDR   | Marina Janicke       |
| 1976   | USA  | Jennifer Chandler   | GDR    | Christa Köhler   | USA   | Cynthia Potter       |
| 1980   | URS  | Irina Kalinina      | GDR    | Martina Proeber  | GDR   | Karin Guthke         |
| 1984   | CAN  | Sylvie Bernier      | USA    | Kelly McCormick  | USA   | Christina Seufert    |
| 1988   | CHN  | Gao Min             | CHN    | Li Qing          | USA   | Kelly McCormick      |
| 1992   | CHN  | Gao Min             | EUN    | Irina Lasjko     | GER   | Brita Baldus         |
| 1996   | CHN  | Fu Mingxia          | RUS    | Irina Lasjko     | CAN   | Annie Pelletier      |
| 2000   | CHN  | Fu Mingxia          | CHN    | Guo Jingjing     | GER   | Dörte Lindner        |
| 2004   | CHN  | Guo Jingjing        | CHN    | Wu Minxia        | RUS   | Joelia Pakhalina     |
| 2008   | CHN  | Guo Jingjing        | RUS    | Joelia Pakhalina | CHN   | Wu Minxia            |
| 2012   | CHN  | Wu Minxia           | CHN    | He Zi            | MEX   | Laura Sánchez        |
| 2016   | CHN  | Shi Tingmao         | CHN    | He Zi            | ITA   | Tania Cagnotto       |
| 2020   | CHN  | Shi Tingmao         | CHN    | Wang Han         | USA   | Krysta Palmer        |
| 2024   | CHN  | Chen Yiwen          | AUS    | Maddison Keeney  | CHN   | Chang Yani           |

| Land | Goud | Zilver | Brons |
| ---- | ---- | ------ | ----- |
| USA  | 11   | 10     | 13    |
| CHN  | 10   | 06     | 02    |
| EUA  | 02   | 0      | 0     |
| URS  | 01   | 01     | 0     |
| CAN  | 01   | 0      | 02    |
| GDR  | 0    | 02     | 02    |
| RUS  | 0    | 02     | 01    |
| AUS  | 0    | 01     | 0     |
| EUN  | 0    | 01     | 0     |
| FRA  | 0    | 01     | 0     |
| SWE  | 0    | 01     | 0     |
| GER  | 0    | 0      | 02    |
| GBR  | 0    | 0      | 01    |
| ITA  | 0    | 0      | 01    |
| MEX  | 0    | 0      | 01    |

Meervoudige medaillewinnaars
| Succesvolste | Meervoudige |
| --- | --- |
| 2-1-0 Guo Jingjing 2-0-0 Fu Mingxia 2-0-0 Gao Min 2-0-0 Shi Tingmao 2-0-0 Ingrid Engel-Krämer 2-0-0 Patricia McCormick 1-1-1 Wu Minxia 1-1-0 Aileen Riggin 1-0-1 Georgia Coleman | 0-2-0 He Zi 0-2-0 / Irina Lasjko 0-2-0 Katherine Rawls 0-1-1 Kelly McCormick 0-1-1 Zoe Ann Olsen-Jensen 0-1-1 Dorothy Poynton-Hill |

### 10 meter toren
| Editie | Goud | Goud                      | Zilver | Zilver              | Brons | Brons                |
| ------ | ---- | ------------------------- | ------ | ------------------- | ----- | -------------------- |
| 1912   | SWE  | Greta Johansson           | SWE    | Lisa Regnell        | GBR   | Isabella White       |
| 1920   | DEN  | Stefanie Fryland Clausen  | GBR    | Eileen Armstrong    | SWE   | Eva Ollivier         |
| 1924   | USA  | Caroline Smith            | USA    | Elizabeth Becker    | SWE   | Hjördis Töpel        |
| 1928   | USA  | Elizabeth Becker-Pinkston | USA    | Georgia Coleman     | SWE   | Laura Sjöqvist       |
| 1932   | USA  | Dorothy Poynton           | USA    | Georgia Coleman     | USA   | Marion Roper         |
| 1936   | USA  | Dorothy Poynton-Hill      | USA    | Velma Dunn          | GER   | Käthe Köhler         |
| 1948   | USA  | Victoria Draves           | USA    | Patricia Elsener    | DEN   | Birte Christoffersen |
| 1952   | USA  | Patricia McCormick        | USA    | Paula Myers         | USA   | Juno Stover-Irwin    |
| 1956   | USA  | Patricia McCormick        | USA    | Juno Stover-Irwin   | USA   | Paula Myers          |
| 1960   | EUA  | Ingrid Krämer             | USA    | Paula Myers-Pope    | URS   | Ninel Kroetova       |
| 1964   | USA  | Lesley Bush               | EUA    | Ingrid Engel-Krämer | URS   | Galina Aleksejeva    |
| 1968   | TCH  | Milana Duchková           | URS    | Natalja Lobanova    | USA   | Ann Peterson         |
| 1972   | SWE  | Ulrika Knape              | TCH    | Milana Duchková     | GDR   | Marina Janicke       |
| 1976   | URS  | Jelena Vajtsechovskaja    | SWE    | Ulrika Knape        | USA   | Deborah Wilson       |
| 1980   | GDR  | Martina Jäschke           | URS    | Servard Emirzjan    | URS   | Liana Tsotadze       |
| 1984   | CHN  | Zhou Jihong               | USA    | Michele Mitchell    | USA   | Wendy Wyland         |
| 1988   | CHN  | Xu Yanmei                 | USA    | Michele Mitchell    | USA   | Wendy Williams       |
| 1992   | CHN  | Fu Mingxia                | EUN    | Jelena Mirosjina    | USA   | Mary Ellen Clark     |
| 1996   | CHN  | Fu Mingxia                | GER    | Annika Walter       | USA   | Mary Ellen Clark     |
| 2000   | USA  | Laura Wilkinson           | CHN    | Li Na               | CAN   | Anne Montminy        |
| 2004   | AUS  | Chantelle Newbery         | CHN    | Lao Lishi           | AUS   | Loudy Tourky         |
| 2008   | CHN  | Chen Ruolin               | CAN    | Émilie Heymans      | CHN   | Wang Xin             |
| 2012   | CHN  | Chen Ruolin               | AUS    | Brittany Broben     | MAS   | Pandelela Rinong     |
| 2016   | CHN  | Ren Qian                  | CHN    | Si Yajie            | CAN   | Meaghan Benfeito     |
| 2020   | CHN  | Quan Hongchan             | CHN    | Chen Yuxi           | AUS   | Melissa Wu           |
| 2024   | CHN  | Quan Hongchan             | CHN    | Chen Yuxi           | PRK   | Kim Mi-rae           |

| Land | Goud | Zilver | Brons |
| ---- | ---- | ------ | ----- |
| USA  | 09   | 10     | 09    |
| CHN  | 09   | 05     | 01    |
| SWE  | 02   | 02     | 03    |
| URS  | 01   | 02     | 03    |
| AUS  | 01   | 01     | 02    |
| EUA  | 01   | 01     | 0     |
| TCH  | 01   | 01     | 0     |
| DEN  | 01   | 0      | 01    |
| GDR  | 01   | 0      | 01    |
| CAN  | 0    | 01     | 02    |
| GBR  | 0    | 01     | 01    |
| GER  | 0    | 01     | 01    |
| EUN  | 0    | 01     | 0     |
| MAS  | 0    | 0      | 01    |
| PRK  | 0    | 0      | 01    |

Meervoudige medaillewinnaars
| Succesvolste | Meervoudige |
| --- | --- |
| 2-0-0 Chen Ruolin 2-0-0 Fu Mingxia 2-0-0 Quan Hongchan 2-0-0 Patricia McCormick 2-0-0 Dorothy Poynton-Hill 1-1-0 Elizabeth Becker-Pinkston 1-1-0 Milana Duchková 1-1-0 Ingrid Engel-Krämer 1-1-0 Ulrika Knape | 0-2-1 Paula Myers-Pope 0-2-0 Chen Yuxi 0-2-0 Georgia Coleman 0-2-0 Michele Mitchell 0-1-1 Juno Stover-Irwin 0-0-2 Mary Ellen Clark |

### 3 meter plank synchroon
| Editie | Goud | Goud                         | Zilver | Zilver                                 | Brons | Brons                             |
| ------ | ---- | ---------------------------- | ------ | -------------------------------------- | ----- | --------------------------------- |
| 2000   | RUS  | Vera Iljina Joelia Pakhalina | CHN    | Fu Mingxia Guo Jingjing                | UKR   | Ganna Sorokina Olena Zjoepina     |
| 2004   | CHN  | Guo Jingjing Wu Minxia       | RUS    | Vera Iljina Joelia Pakhalina           | AUS   | Irina Lasjko Chantelle Newbery    |
| 2008   | CHN  | Guo Jingjing Wu Minxia       | RUS    | Joelia Pakhalina Anastasia Pozdnyakova | GER   | Heike Fischer Ditte Kotzian       |
| 2012   | CHN  | He Zi Wu Minxia              | USA    | Kelci Bryant Abigail Johnston          | CAN   | Jennifer Abel Émilie Heymans      |
| 2016   | CHN  | Shi Tingmao Wu Minxia        | ITA    | Tania Cagnotto Francesca Dallapé       | AUS   | Maddison Keeney Anabelle Smith    |
| 2020   | CHN  | Shi Tingmao Wang Han         | CAN    | Jennifer Abel Mélissa Citrini-Beaulieu | GER   | Lena Hentschel Tina Punzel        |
| 2024   | CHN  | Chen Yiwen Chang Yani        | USA    | Sarah Bacon Kassidy Cook               | GBR   | Yasmin Harper Scarlett Mew Jensen |

| Land | Goud | Zilver | Brons |
| ---- | ---- | ------ | ----- |
| CHN  | 06   | 01     | 0     |
| RUS  | 01   | 02     | 0     |
| USA  | 0    | 02     | 0     |
| CAN  | 0    | 01     | 01    |
| ITA  | 0    | 01     | 0     |
| AUS  | 0    | 0      | 02    |
| GER  | 0    | 0      | 02    |
| GBR  | 0    | 0      | 01    |
| UKR  | 0    | 0      | 01    |

Meervoudige medaillewinnaars
| Succesvolste                                                                                  | Meervoudige         |
| --------------------------------------------------------------------------------------------- | ------------------- |
| 4-0-0 Wu Minxia 2-1-0 Guo Jingjing 2-0-0 Shi Tingmao 1-2-0 Joelia Pakhalina 1-1-0 Vera Iljina | 0-1-1 Jennifer Abel |

### 10 meter toren synchroon
| Editie | Goud | Goud                    | Zilver | Zilver                                | Brons | Brons                                  |
| ------ | ---- | ----------------------- | ------ | ------------------------------------- | ----- | -------------------------------------- |
| 2000   | CHN  | Li Na Sang Xue          | CAN    | Émilie Heymans Anne Montminy          | AUS   | Rebecca Gilmore Loudy Tourky           |
| 2004   | CHN  | Lao Lishi Li Ting       | RUS    | Natalia Gontsjarova Joelia Koltoenova | CAN   | Blythe Hartley Émilie Heymans          |
| 2008   | CHN  | Chen Ruolin Wang Xin    | AUS    | Briony Cole Melissa Wu                | MEX   | Paola Espinosa Tatiana Ortiz           |
| 2012   | CHN  | Chen Ruolin Wang Hao    | MEX    | Paola Espinosa Alejandra Orozco       | CAN   | Meaghan Benfeito Roseline Filion       |
| 2016   | CHN  | Chen Ruolin Liu Huixia  | MAS    | Cheong Jun Hoong Pandelela Rinong     | CAN   | Meaghan Benfeito Roseline Filion       |
| 2020   | CHN  | Chen Yuxi Zhang Jiaqi   | USA    | Jessica Parratto Delaney Schnell      | MEX   | Gabriela Agúndez Alejandra Orozco      |
| 2024   | CHN  | Chen Yuxi Quan Hongchan | PRK    | Kim Mi-rae Jo Jin-mi                  | GBR   | Andrea Spendolini-Sirieix Lois Toulson |

| Land | Goud | Zilver | Brons |
| ---- | ---- | ------ | ----- |
| CHN  | 07   | 0      | 0     |
| CAN  | 0    | 01     | 03    |
| MEX  | 0    | 01     | 02    |
| AUS  | 0    | 01     | 01    |
| MAS  | 0    | 01     | 0     |
| PRK  | 0    | 01     | 0     |
| RUS  | 0    | 01     | 0     |
| USA  | 0    | 01     | 0     |
| GBR  | 0    | 0      | 01    |

Meervoudige medaillewinnaars
| Succesvolste                      | Meervoudige                                                                                                   |
| --------------------------------- | --- |
| 3-0-0 Chen Ruolin 2-0-0 Chen Yuxi | 0-1-1 Paola Espinosa 0-1-1 Émilie Heymans 0-1-1 Alejandra Orozco 0-0-2 Meaghan Benfeito 0-0-2 Roseline Filion |

## Afgevoerde onderdelen

### Hoogduiken (mannen)
| Editie | Goud | Goud          | Zilver | Zilver            | Brons | Brons         |
| ------ | ---- | ------------- | ------ | ----------------- | ----- | ------------- |
| 1912   | SWE  | Erik Adlerz   | SWE    | Hjalmar Johansson | SWE   | John Jansson  |
| 1920   | SWE  | Arvid Wallman | SWE    | Nils Skoglund     | SWE   | John Jansson  |
| 1924   | AUS  | Dick Eve      | SWE    | John Jansson      | GBR   | Harold Clarke |

| Land | Goud | Zilver | Brons |
| ---- | ---- | ------ | ----- |
| SWE  | 02   | 03     | 02    |
| AUS  | 01   | 0      | 0     |
| GBR  | 0    | 0      | 01    |

Meervoudige medaillewinnaars
| Meervoudige        |
| ------------------ |
| 0-1-2 John Jansson |

### Afsprong met uitdrijven onder water (mannen)
| Editie | Goud | Goud           | Zilver | Zilver      | Brons | Brons        |
| ------ | ---- | -------------- | ------ | ----------- | ----- | ------------ |
| 1904   | USA  | William Dickey | USA    | Edgar Adams | USA   | Budd Goodwin |

| Land | Goud | Zilver | Brons |
| ---- | ---- | ------ | ----- |
| USA  | 01   | 01     | 01    |

St. Louis 1904 · 
Londen 1908 · 
Stockholm 1912 · 
Antwerpen 1920 · 
Parijs 1924 · 
Amsterdam 1928 · 
Los Angeles 1932 · 
Berlijn 1936 · 
Londen 1948 · 
Helsinki 1952 · 
Melbourne 1956 · 
Rome 1960 · 
Tokio 1964 · 
Mexico-stad 1968 · 
München 1972 · 
Montréal 1976 · 
Moskou 1980 · 
Los Angeles 1984 · 
Seoel 1988 · 
Barcelona 1992 · 
Atlanta 1996 · 
Sydney 2000 · 
Athene 2004 · 
Peking 2008 · 
Londen 2012 · 
Rio de Janeiro 2016 · 
Tokio 2020 · 
Parijs 2024 · 
Los Angeles 2028 
Medaillewinnaars 